# Seán T. O'Kelly
Seán Tomás O'Kelly (irlandese Seán Tomás Ó Ceallaigh; Dublino, 25 agosto 1882 – Dublino, 23 novembre 1966) è stato un politico irlandese, ed è stato Presidente dal 25 giugno 1945 al 24 giugno 1959.
Ha fatto parte del Fianna Fáil.